# Litesound
Litesound er en hviderussisk musikgruppe. De repræsenterede Hviderusland i Eurovision Song Contest 2012 med sangen "We Are the Heroes", men kvalificerede sig ikke til finalen.

## Diskografi

### Studiealbummer
- 2010: Going to Hollywood
- 2018: Litesound